# Ricottura di addolcimento
La ricottura di addolcimento è un trattamento termico effettuato principalmente su acciai con lo scopo di migliorarne le caratteristiche di lavorabilità, duttilità e deformazione a freddo. Si effettua dopo la normalizzazione per ridurre l'elevata durezza dei materiali in seguito ad essa.

## Ciclo termico
Il normale trattamento prevede un riscaldamento ad una temperatura inferiore ad Ac1, mantenuta per un tempo prestabilito a seconda del materiale, seguito da un eventuale raffreddamento.